# Pediella
Genre
Pediella est un genre d'insectes orthoptères de la famille des Acrididae.

## Distribution
Les espèces de ce genre se rencontrent au Pérou et au Venezuela au-dessus de 3 000 m d'altitude dans les Andes.

## Liste des espèces
Selon Orthoptera Species File (27 octobre 2018) :
- Pediella ancashensis Cigliano, Amédégnato, Pocco & Lange, 2010
- Pediella cajamarcaensis Cigliano, Amédégnato, Pocco & Lange, 2010
- Pediella colorata Roberts, 1937
- Pediella juninensis Cigliano, Amédégnato, Pocco & Lange, 2010

## Publication originale
- Roberts, 1937 : Studies on the family Acrididae (Orthoptera) of Venezuela. Proceedings of the Academy of Natural Sciences of Philadelphia, vol. 89, p. 343-368 (texte original).